# 諸葛喬
諸葛喬（204年—228年），字伯松，原字仲慎，琅邪郡阳都县（今山东省临沂市沂南县）人，诸葛瑾的次子，诸葛恪之弟，诸葛融之兄，诸葛亮的养子。

## 生平
诸葛乔与兄长诸葛恪都有名于当时，评论的人认为诸葛乔的才能比不上哥哥，但他本身的个性超过诸葛恪，起初，由於诸葛亮早期始終沒有子女的緣故，因此向诸葛瑾请求让诸葛乔做养子，诸葛瑾就禀告孙权，让诸葛乔到蜀汉，诸葛亮把诸葛乔当作自己的嫡子，所以改了他的表字，從仲慎改為意即長子的伯松。诸葛乔被任命为驸马都尉，跟诸葛亮一起去了汉中，与霍弋一起参赞军务。诸葛亮还写信给诸葛瑾说：“诸葛乔本应该回成都，但各位将军的子弟都参与行军，我认为诸葛乔也应该同甘共苦。今日让他带领五六百士兵，与各位将军的子弟驻扎在山谷中。”
《三国志》记载诸葛乔死于建兴元年（223年），时年二十五岁。何焯和钱大昭都指出诸葛乔与诸葛亮一起驻扎在汉中是在建兴五年（227年），所以《三国志》的此项记载有误，何焯还认为诸葛乔是死于建兴六年（228年）。后，诸葛恪兄弟被灭族，而诸葛亮也有了自己的儿子诸葛瞻，故诸葛乔的儿子诸葛攀重归亲生祖父诸葛瑾一支，以延续其后嗣。